# Uroxys variabilis
Uroxys variabilis är en skalbaggsart som beskrevs av Robinson 1951. Uroxys variabilis ingår i släktet Uroxys och familjen bladhorningar. Inga underarter finns listade i Catalogue of Life.